# Danh sách đầu bếp Ý
Bản mẫu:Italian cuisine Đây là danh sách các đầu bếp Ý:
Đây là một danh sách chưa hoàn tất, và có thể sẽ không bao giờ thỏa mãn yêu cầu hoàn tất. Bạn có thể đóng góp bằng cách mở rộng nó bằng các thông tin đáng tin cậy.

## A
- Andrea Accordi
- Massimiliano Alajmo
- Andrea Apuzzo

## B
- Lidia Bastianich
- Massimo Bottura
- Bruno Barbieri

## C
- Antonino Cannavacciuolo
- Massimo Capra
- Caesar Cardini
- Antonio Carluccio
- Pasquale Carpino
- Cesare Casella
- Gianfranco Chiarini
- Gennaro Contaldo
- Salvatore Cuomo
- Gennaro Contaldo

## D
- Gino D'Acampo
- Dino D’Avanzo
- Donato De Santis
- Attilio di Fabrizio
- Anna Del Conte

## E
- Raffaele Esposito

## F
- Mario Frittoli

## L
- Antonio Latini
- Giorgio Locatelli

## M
- Gualtiero Marchesi
- Martino da Como
- Filippo Mazzei

## P
- Renato Piccolotto
- Marco Pierre White

## R
- Giovanni Rana
- Gian Franco Romagnoli

## S
- Bartolomeo Scappi

## V
- Maurizio Vasco

## W
- Heinz Winkler

## Z
- Aldo Zilli

## Xem Thêm
- Danh sách nhà hàng Ý
- Danh sách món ăn Ý